# Piste de ski

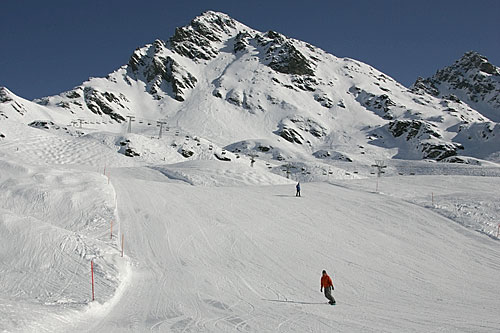
Piste de ski aménagée, jalonnée, ouverte (au pied du mont Gelé en Suisse)

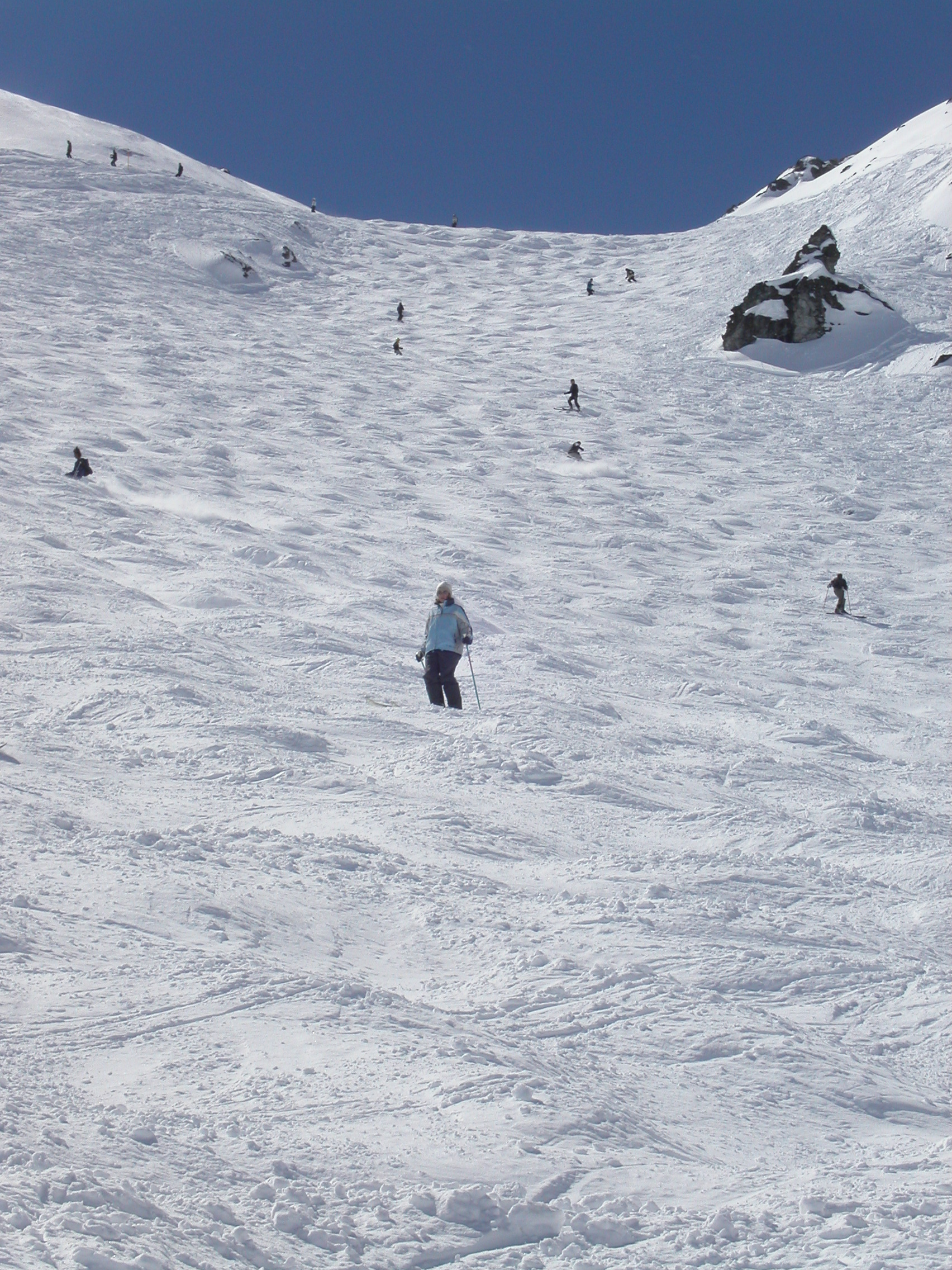
Piste noire de Tortin, val de Nendaz, entre Verbier et Nendaz.

Une piste de ski est un parcours tracé et aménagé sur la neige pour la pratique du ski alpin, du ski de fond ou d'autres sports de glisse apparentés, géré et sécurisé pendant la saison de ski par une station de sports d'hiver.
Les pistes de ski sont classées selon leur difficulté maximale pouvant être rencontrée par le skieur sur l'ensemble de leur parcours. Ce classement est communiqué par une couleur ou un symbole, variable selon les pays. Toutefois la catégorie la plus difficile est toujours matérialisée par la couleur noire.
Le réseau des pistes de ski constitue l'armature d'un domaine skiable. Il est présenté sur un plan des pistes.

## Sécurisation
Les pistes de ski ouvertes au public sont normalement sécurisées :
- le secours aux accidentés y est assuré par des pisteurs-secouristes ou des patrouilleurs,
- leur tracé est balisé, souvent par des piquets,
- les obstacles dangereux sont signalés et protégés ; exemples : pylône ou arbre matelassé, croisement de pistes, rocher apparaissant sur le parcours,
- les secteurs où les chutes en bordure de la piste de ski sont particulièrement dangereux (quasi verticalité) sont protégés avec des filets,
- le risque d'avalanche fait l'objet d'une surveillance particulière. En cas de fortes chutes de neige, certains secteurs peuvent être purgés à l'explosif par les pisteurs qui sont également artificiers.

Lorsque cette sécurisation n'est pas assurée, elles sont fermées au public. Ceci est signalé sur les panneaux du plan des pistes à messages variables, et par des filets barrant l'entrée de la piste concernée.

## Entretien

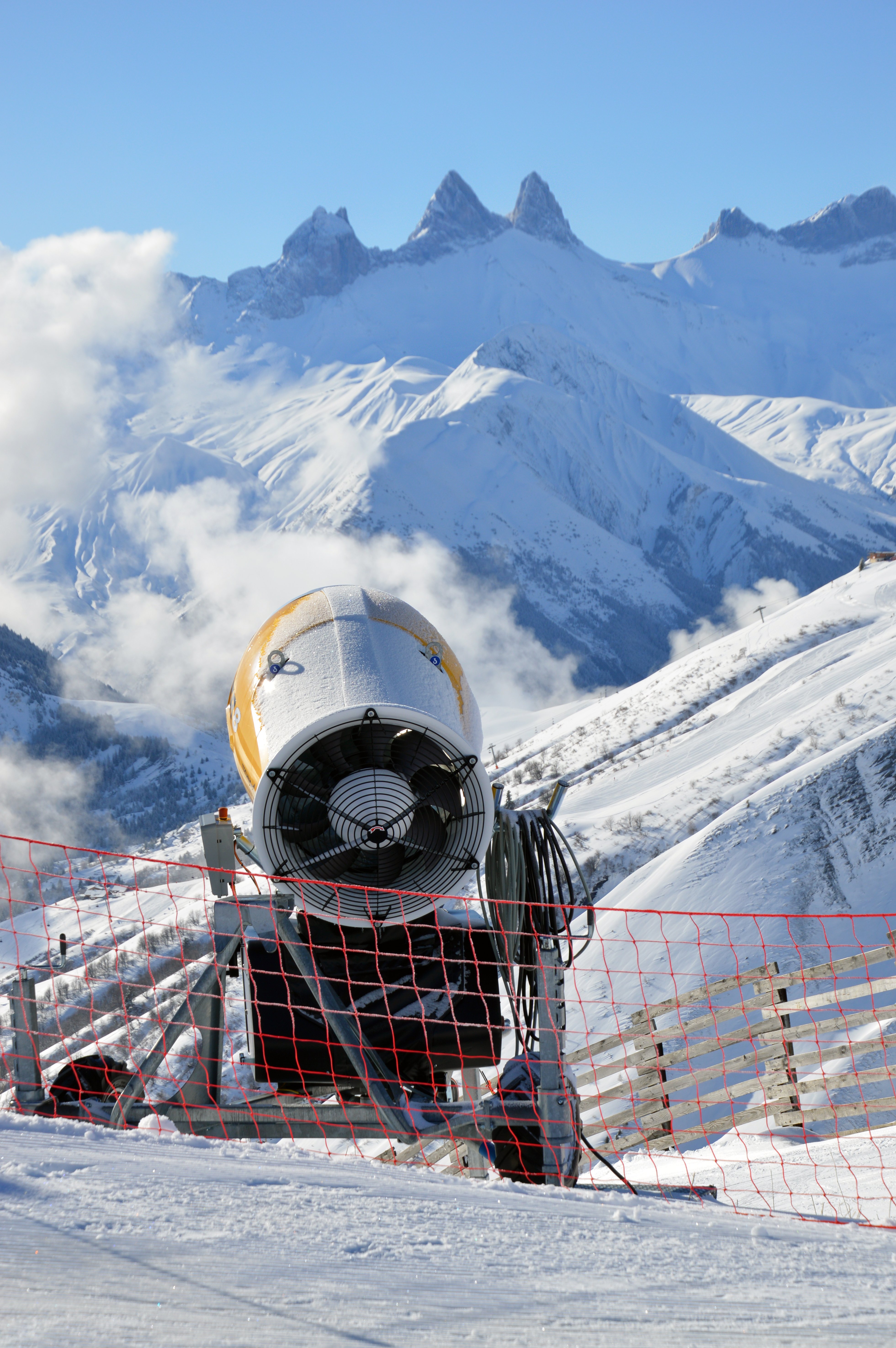
Les pistes ne sont pas seulement damées, mais sont également enneigées artificiellement avec des canons à neige à certains moments.

Les pistes de ski sont généralement entretenues par la station de sports d'hiver. La neige peut être damée pour améliorer les conditions de glisse. Certaines pistes sont également équipées de canons à neige. En France, près d'une piste sur quatre est enneigée artificiellement.
L'ensemble des éléments de sécurisation doivent être particulièrement bien entretenus.

## Impacts environnementaux
La construction et l'entretien des pistes ont des impacts environnementaux : travaux de terrassement ou de déboisement, circulation d'engins  de chantier ainsi que les aménagements des stations : parkings, immobilier, routes, etc. Des recherches sont en cours pour limiter les phénomènes d'érosion induits par les terrassements sans importer de quantités excessives de métaux lourds ou engrais avec les substrats de végétalisation et en respectant ou restaurant la biodiversité naturelle locale.

## Classification des pistes

### Amérique du Nord
En Amérique du Nord, les pistes sont classées par leur degré de difficulté, classement indiqués par des panneaux de signalisation mentionnant le nom de la piste et son degré de complexité. Dans de rares cas, le triple diamants peut être utilisé. Elle définit des pistes extrêmement escarpées désignées comme très difficiles pour les skieurs ou planchistes voulant s’y donner.
| Classement des pistes                      | Symbole | Niveau de difficulté                                     |
| ------------------------------------------ | ------- | -------------------------------------------------------- |
| Green Circle (Cercle vert)                 |         | Facile, pente de 6% à 25%                                |
| Blue Square (Carré bleu)                   |         | Intermédiaire, pente de 25 % à 40%                       |
| Black Diamond (Diamant noir)               |         | Difficile, pente au-delà de 40%                          |
| Double Black Diamond (Double diamant noir) |         | Extrême (Piste présentant des difficultés particulières) |

### Europe
En Europe, les pistes de ski sont généralement classées suivant trois couleurs, selon leur difficulté :
- bleu : facile
- rouge : intermédiaire
- noir : difficile

Ces couleurs sont alors reprises sur le plan des pistes et sur les panneaux et piquets délimitant les pistes. On rencontre cependant d'autres signalisation plus spécifiques, selon le pays ou le domaine skiable.

#### EnFrance

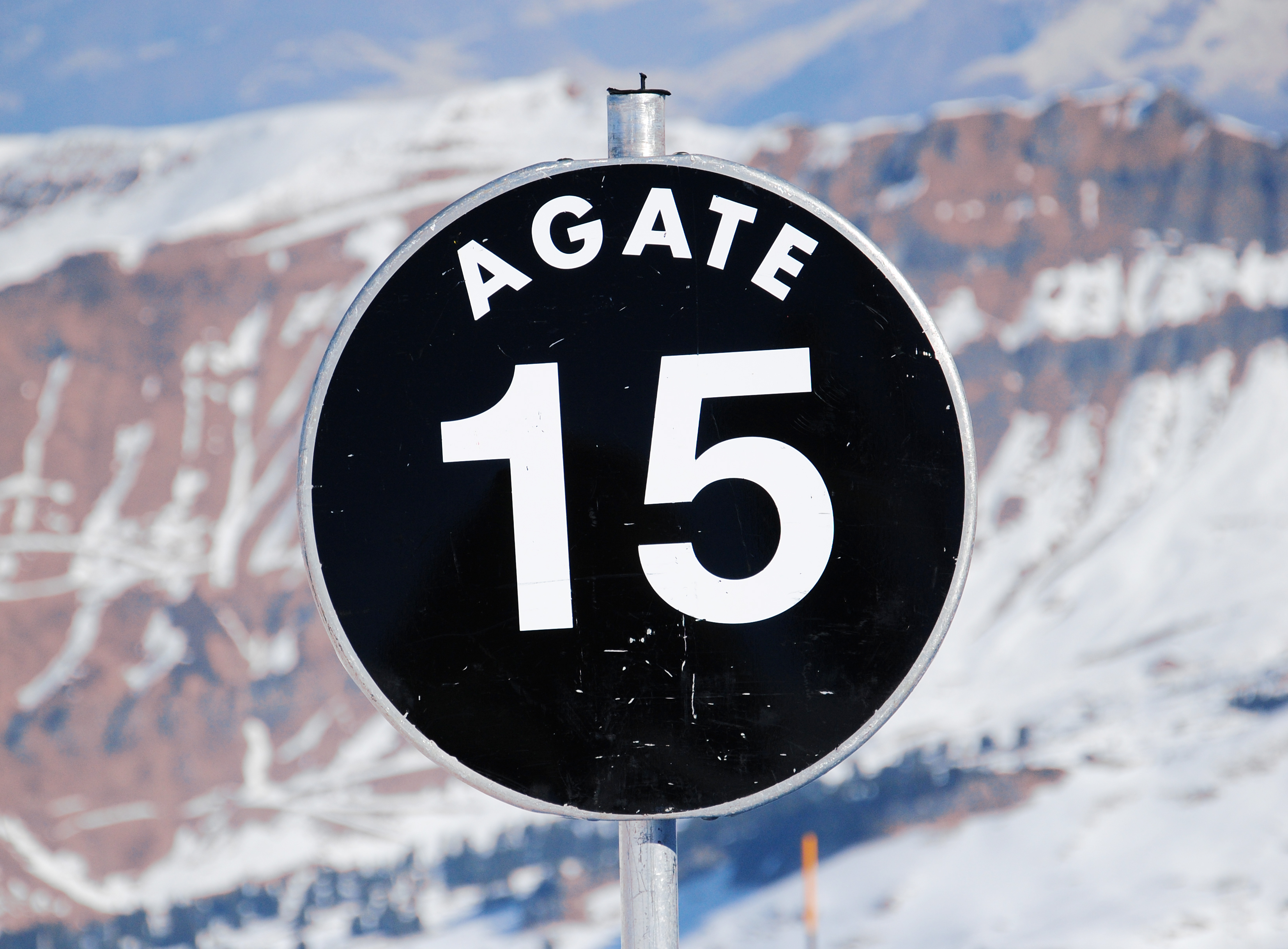
Piste noire d'Agate, Flaine

Il existe également en France la couleur verte qui désigne les pistes les plus faciles, adaptées aux débutants.
| Couleurs | Niveaux de difficulté technique (selon la norme Afnor S52-102) |
| -------- | -------------------------------------------------------------- |
|          | Vert : piste facile                                            |
|          | Bleu : Piste de difficulté moyenne                             |
|          | Rouge : piste difficile                                        |
|          | Noir : piste très difficile                                    |

Au-delà de l'ordre des difficultés (du vert au noir), aucune norme ne définit les critères (pente, longueur, etc.) d'attribution des couleurs aux pistes de ski. Le choix est laissé aux exploitants de domaines skiables, la difficulté associée à chaque couleur pouvant varier significativement d'un domaine à l'autre. Les couleurs sont attribuées en fonction de la pente, de la longueur, de la largeur, de l'exposition au soleil et au vent (une piste souvent verglacée étant plus difficile), voire parfois juste pour éviter une trop forte affluence sur certaines pistes.
Certaines pistes ne sont volontairement jamais damées tout en restant balisées et sécurisées. Les domaines skiables peuvent alors choisir de leur appliquer une signalisation spécifique (par exemple à Avoriaz ou à Tignes), mais il n'existe aucun standard. Ces pistes peuvent être classées bleues, rouges ou noires selon leur difficulté respective.
Sur les panneaux, un numéro indique la distance avant la fin de la piste, en hectomètres (centaines de mètres, ex: « 17 » indique que le panneau se trouve à 17 hm ou à 1,7 km de la fin de la piste). Ce numéro permet en particulier de préciser aux secours où se trouve un blessé sur la piste.

#### EnAllemagne, enAutricheet enSuisse alémanique
Les couleurs des pistes damées sont définies par les normes DIN 32912 et ÖNORM S 4610 f.
| Couleurs | Difficulté                                              |
| -------- | ------------------------------------------------------- |
|          | Bleu : piste facile (pente maximale inférieure à 25%)   |
|          | Rouge : piste moyenne (pente maximale inférieure à 40%) |
|          | Noir : piste difficile                                  |

Signalisation d'une « Skiroute »

Les pistes non-damées sont appelées « Skiroute » et sont signalées par un losange. Les domaines skiables autrichiens tendent à généraliser l'usage de deux types de panneaux :
- Un losange rouge pour les itinéraires non-damés à difficulté moyenne
- Un losange rouge avec une bordure noire pour les itinéraires non-damés difficiles[5]

Sur les plans elles sont en général tracées en traits pointillés. Ces pistes ne sont en général pas délimitées, les panneaux indiquant simplement un itinéraire médian à suivre. C'est au skieur de décider s'il s'éloigne ou non de l'itinéraire marqué. Dans le Tyrol, l'exploitant a l'obligation de sécuriser « la proximité immédiate » de ces itinéraires par rapport au risque d'avalanche, en cas d'ouverture de la piste.

#### EnNorvègeet enSuède[7]
La couleur est définie par la pente maximale :
| Couleurs | Difficulté                                                |
| -------- | --------------------------------------------------------- |
|          | Vert : piste très facile (inférieure à 9 degrés soit 16%) |
|          | Bleu : piste facile (inférieure à 15 degrés soit 27%)     |
|          | Rouge : piste moyenne (inférieure à 25 degrés soit 47%)   |
|          | Noir : piste difficile (supérieure à 25 degrés soit 47%)  |
|          | Double Noir : piste extrême (45 degrés soit 100%)         |

#### EnEspagne, enItalieet enSuisse romande

##### Italie
| Couleurs | Difficulté                      |
| -------- | ------------------------------- |
|          | Vert : piste pour les débutants |
|          | Bleu : piste facile             |
|          | Rouge : piste moyenne/dure      |
|          | Noir : piste difficile          |

Pour les itinéraires non-damés, on utilise parfois la couleur jaune,.